# Commissioners of Irish Lights
Die Behörde Commissioners of Irish Lights (CIL) (deutsch Beauftragte für irische Leuchtfeuer, irisch Coimisinéirí Soilse na hÉireann) ist zuständig für die Leuchttürme und Schifffahrtszeichen in Irland und Nordirland sowie den vorgelagerten Inseln und angrenzenden Gewässern. 
Das Hauptquartier liegt am Hafen von Dún Laoghaire, südlich von Dublin.

## Allgemeines
Die Commissioners of Irish Lights ist neben Trinity House und Northern Lighthouse Board die dritte Behörde (englisch General Lighthouse Authority) für Leuchttürme und Schifffahrtszeichen auf den britischen Inseln. Sie beaufsichtigt auch die Leuchtfeuer und Navigationshilfen lokaler Hafenbehörden.
Finanziert wird die Arbeit aus dem allgemeinen Leuchtturm-Etat (General Lighthouse Fund), der vom britischen Verkehrsministerium (Department for Transport) verwaltet wird. Die Einnahmen stammen aus Hafengebühren und einem jährlichen Zuschuss der irischen Regierung.

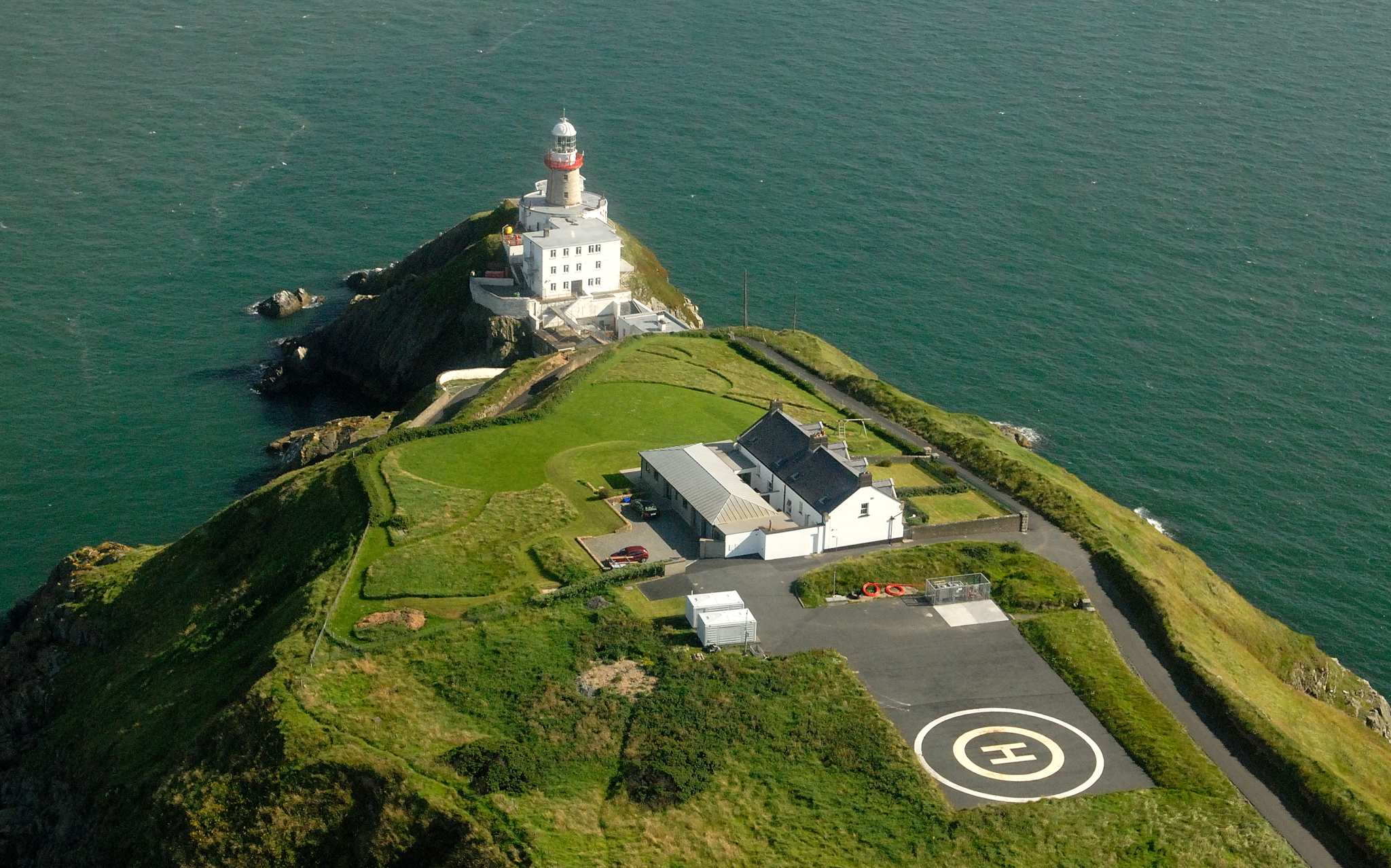
Baily Lighthouse mit Hubschrauberlandeplatz

Die automatisierten Leuchttürme werden vom Hauptquartier in Dún Laoghaire überwacht. Für Wartungs- und Reparaturarbeiten wird das Personal überwiegend von Hubschraubern zu den Stationen gebracht. Als einziger Tonnenleger ist seit 2000 die Granuaile im Einsatz.

## Leuchttürme
- Liste von Leuchttürmen in Irland
- Liste von Leuchttürmen in Nordirland